# Разгуляев, Павел Евгеньевич
Павел Евгеньевич Разгуляев  (род. 17 января 1965, Москва, СССР) — московский художник-поставангардист, живописец, график, фотограф.

## Биография
В 1985 году окончил Московское художественно-промышленное училище имени М. И. Калинина.
Работы находятся в собраниях Государственного Русского музея, Национального фонда культуры, Иркутского областного художественного музея имени В. П. Сукачёва, Севастопольского художественного музея имени М. П. Крошицкого.
Живёт в Москве, неженат, детей нет.

## Выставки и коллекции
2005—2011, «Граница цвета» и «Мнимые рефлексы»
07.2009, Иркутск, Иркутский областной художественный музей им. В. П. Сукачева, «Форма как событие», живопись и фотография
02.2013, Москва, ЭКСПО-88, «Фрагменты частностей», живопись и фотография